# ريتش وارد
ريتش وارد (بالإنجليزية: Rich Ward)‏ هو عازف قيثارة أمريكي، ولد في 16 يناير 1969 في أتلانتا في الولايات المتحدة.

## وصلات خارجية
- الموقع الرسمي
- ريتش وارد على موقع ميوزك برينز (الإنجليزية)
- ريتش وارد على موقع أول ميوزيك (الإنجليزية)
- ريتش وارد على موقع ديسكوغز (الإنجليزية)